# August von Mackensen
Anton Ludwig Friedrich August von Mackensen, född 6 december 1849 i Dahlenberg, död 8 november 1945 i Burghorn, var en tysk militär; general 1908, generalfältmarskalk 1915.

## Biografi
von Mackensen föddes på Haus Leipnitz i byn Dahlenberg i den preussiska provinsen Sachsen. Efter skolgång i hembyn, Torgau och Halle, studerade han agronomi vid universitetet i Halle.
Mackensen blev reservofficer vid kavalleriet 1870 och deltog med utmärkelse i fransk-tyska kriget. 1882 blev han generalstabsofficer, 1893 major och regementschef, 1897 överste, 1900 generalmajor, 1908 general av kavalleriet och 1914 generalöverste. Mackensen adlades 1899.
Vid första världskrigets utbrott var Mackensen chef för 17:e armékåren, vilken var stationerad i Danzig, och ledde denna under operationerna på östfronten. Först i slaget vid Tannenberg i augusti och i slaget vid de Masuriska sjöarna i september 1914. I november blev Mackensen chef för 9:e armén. Efter framgångarna under vinterfälttåget i Polen blev han i mitten av april 1915 chef för 11:e armén och verkställde med denna genombrytningen under Gorlice–Tarnów-offensiven 1-3 maj 1915 och befriade, de av ryssarna i Galizien tidigare ockuperade städerna, Przemyśl 2 juni och Lemberg 22 juni.
Sedan armégrupp Mackensen bildats i juli 1915, ryckte Mackensen in i Polen och intog 26 augusti Brest. Han fick därefter befäl över den för offensiven mot Serbien avsedda armégruppen och genomförde besättandet av Serbien i oktober och november 1915. I augusti 1916 ryckte Mackensen in i Rumänien söderifrån genom att gå över Donau vid Svisjtov och blev i november samma år överbefälhavare över centralmakternas stridskrafter i Rumänien.
Han erhöll i januari 1917 den högsta tyska militära utmärkelsen, Storkorset av järnkorset.
Efter freden i Bukarest i maj 1918 var han till krigets slut militärguvernör i Rumänien men internerades, då han efter vapenstilleståndet 11 november 1918 skulle ta hem trupperna, av den ungerska regeringen och kvarhölls till i november 1919.
Mackensen utgav 1892 Schwarze Husaren i två band.
I början av 1945, då Röda armén hade invaderat Tyskland, flydde von Mackensen och hans fru västerut. Han avled i november samma år, knappt 96 år gammal, i Burghorn, nordost om Celle.